# 妈妈我爱你
《妈妈我爱你》是一部都市体裁的电视剧，由傅晶、刘威葳、张铎等主演。本剧是澄丰都市浓情三部曲的第三部，主要讲述了章瑶让离异父母重新走到一起的故事 。

## 演员
- 刘威葳 饰 庞婉丽
- 傅晶 饰 章瑶、黎可
- 房子斌 饰 章令钊
- 秦岚 饰 菊 妮
- 张铎 饰 萧伯伟
- 李继春 饰 柯守亮
- 张植绿 饰 庞天朗
- 姜晓贝 饰 田宗恒
- 柳珊 饰 萧小雅
- 张子枫 饰 小章瑶
- 石云鹏 饰 小天朗
- 倪土 饰 五 叔